# 509
509 је била проста година.

## Догађаји
- Википедија:Непознат датум — Римљани збацују последњег краља Тарквинија Охолог, чиме почиње период Римске републике
- Википедија:Непознат датум — Јуније Брут први конзул Римске републике
- Хлодовех I постаје први хришћански краљ Франака, уједињујући сва франачка племена под својом влашћу. Он контролише огромну територију у Галији (савремена Француска) и задаје велики ударац Цркви против аријанске јереси.